# 비 밀러
비 밀러(Bea Miller, 1999년 2월 7일 ~ )는 미국의 싱어송라이터, 배우이다. 더 엑스 팩터 시즌 2에 출연하여 9위를 차지했다.

## 음반 목록

### 정규 음반
- Not an Apology (2015)

### EP
- Young Blood (2014)
- Chapter One: Blue (2017)
- Chapter Two: Red (2017)
- Chapter Three: Yellow (2017)